# متلازمة العالم الجديد
متلازمة العالم الجديد تمثل مجموعة من الأمراض المعدية التي تحدث نتيجة تناول الوجبات السريعة بالإضافة إلى قلة الحركة. والتي تصيب عادة السكان الأصليين للعالم الجديد.
وكذلك السكان الاصليون لاوقيانوسيا والقطبين. ويرجح البعض الاسيويون كذلك فقد تصيبهم بعض الاعراض بل ويميل البعض إلى اعتبارها مرضا جينيا مورث.
تتمثل الاعراض في السمنة المفرطة أمراض القلب، السكري، الضغط، وتراجع المعدل الطبيعي للحياة ..

## الأسباب
ترتبط متلازمة العالم الجديد بتغير في نظام الطعام والتمارين الصحية إلى الطعام الغربي وقلة الحركة. ان الوظائف التي يزاولها السكان الاصليون للعالم الجديد تتمثل في الوظائف المكتبية بينما تفتقر إلى الوظائف التي تتضمن بعض الحركة كالزراعة، والصيد. كما ساعد انتشار المواصلات الحديثة على تقليل المشي كاحدى التمارين. هذا بالإضافة إلى احتواء الطعام الغربي على كميات ضخمة من الكربوهيدرات،الدهون،والملح، والسكر، والنشا المكرر التي يتم تصديرها إلى عدد من الدول الأخرى.

## روابط خارجية
- Ellen Ruppel Shell (1 يونيو 2001). "New World Syndrome". ذا أتلانتيك. مؤرشف من الأصل في 2019-10-08.
- Ken Weiss (8 يناير 2014). "The "New World Syndrome" genetic basis: has it been found?". The Mermaid's Tale. مؤرشف من الأصل في 2019-04-23.
- Ken Weiss (1984). "A new world syndrome of metabolic diseases with a genetic and evolutionary basis". American Journal of Physical Anthropology. ج. 27: 153–178. DOI:10.1002/ajpa.1330270508. مؤرشف من الأصل في 2017-08-13.